# Maris Brood
Maris Brood es un personaje del universo de Star Wars que hizo su aparición en el videojuego de LucasArts de nombre Star Wars: The Force Unleashed.

## Biografía
Al igual que muchos como ella, Maris fue descubierta por los Jedi cuando era pequeña. Sin embargo, en vez de recibir un entrenamiento formal en el Templo Jedi, en Coruscant, Maris fue entrenada por un guerrero Jedi a bordo de una nave llamada el "Gray Pilgrim" (el "Peregrino Gris", en español). Cuando Palpatine (Darth Sidious) dictó la orden 66, Maris y su maestro se encontraban en los territorios del Borde Exterior y, por tanto, no fueron afectados inmediatamente por la purga inicial. Pero su maestro sintió una perturbación en la Fuerza causada por la repentina muerte de tantos Jedi. Después de reunirse solo con el silencio y revisar cada transmisión enviada por el Templo Jedi en Coruscant, el maestro de Maris tomó su caza de batalla personal en la búsqueda de respuestas. Él nunca regresó, pero su último mensaje reveló que todos los de la Orden Jedi habían sido destruidos por un villano llamado Darth Vader. En busca de venganza, Maris salió en busca de Vader. Sin embargo, antes de que ella pudiera enfrentarse al Señor Oscuro, Maris fue descubierta por la maestra Jedi Shaak Ti, quien convenció a los padawan rezagados a desaparecer en la clandestinidad en Felucia. A pesar de la influencia positiva de Shaak Ti, Maris alberga un fuerte deseo de venganza y mantiene la intención de enfrentarse a Darth Vader todavía.Tras el asesinato de Shaak Ti a manos de Galen Marek, aprendiz de Vader, Maris no es capaz de controlar la fuerza residente en Felucia y acaba corrompida junto con todo el planeta. Cuando el senador Organa viaja hasta Felucia en busca de Shaak Ti, Maris lo secuestra como moneda de cambio ante el Imperio, pues el Emperador había descubierto el dominio de la fuerza de los nativos de Felucia. Cuando Marek vuelve a Felucia por orden del general Kota para rescatar al senador, Maris se enfrenta a él junto con su Rancor Toro. Tras ser derrotada, Maris suplica a Marek que la deje marchar y le jura que no volverá al lado oscuro.
No se sabe lo que fue de Maris tras este asalto, pero se cree que huyó a lo más profundo del planeta y enloqueció poco a poco allí. 
Maris portaba dos tonfas de luz de hoja verde y, tras su ruptura en combate, rojas.